# Élections législatives de 1968 dans la Vendée
Les élections législatives françaises de 1968 se déroulent les 23 et 30 juin 1968. Dans le département de la Vendée, quatre députés sont à élire dans le cadre de quatre circonscriptions.

## Élus
| Circonscription | Député sortant  | Parti | Parti | Député élu ou réélu | Parti | Parti |
| --------------- | --------------- | ----- | ----- | ------------------- | ----- | ----- |
| 1re             | Paul Caillaud   |       | RI    | Paul Caillaud       |       | RI    |
| 2e              | Marcel Bousseau |       | UDR   | Marcel Bousseau     |       | UDR   |
| 3e              | Pierre Mauger   |       | UDR   | Pierre Mauger       |       | UDR   |
| 4e              | Vincent Ansquer |       | UDR   | Vincent Ansquer     |       | UDR   |

## Résultats

### Résultats à l'échelle du département
| Parti          | Parti                                           | Premier tour | Premier tour | Second tour | Second tour | Sièges |
| Parti          | Parti                                           | Voix         | %            | Voix        | %           | Sièges |
| -------------- | ----------------------------------------------- | ------------ | ------------ | ----------- | ----------- | ------ |
|                | Union pour la défense de la République          | 102 408      | 49,11        | 30 682      | 100,00      | 3      |
|                | Républicains indépendants                       | 56 138       | 26,92        | Retrait     | Retrait     | 1      |
|                | Union des républicains de progrès               | 158 546      | 76,04        | 30 682      | 100,00      | 4      |
|                |                                                 |              |              |             |             |        |
|                | Section française de l'Internationale ouvrière  | 20 420       | 9,79         |             |             | 0      |
|                | Convention des institutions républicaines       | 4 811        | 2,31         | 0           |             |        |
|                | Fédération de la gauche démocrate et socialiste | 25 231       | 12,10        |             |             | 0      |
|                |                                                 |              |              |             |             |        |
|                | Parti communiste français                       | 14 830       | 7,11         |             |             | 0      |
|                | Parti socialiste unifié                         | 9 900        | 4,75         | 0           |             |        |
|                |                                                 |              |              |             |             |        |
| Inscrits       | Inscrits                                        | 255 405      | 100,00       | 70 503      | 100,00      | 4      |
| Abstentions    | Abstentions                                     | 40 042       | 15,68        | 32 781      | 46,5        |        |
| Votants        | Votants                                         | 215 363      | 84,32        | 37 722      | 53,5        |        |
| Blancs et nuls | Blancs et nuls                                  | 6 856        | 3,18         | 7 040       | 18,66       |        |
| Exprimés       | Exprimés                                        | 208 507      | 96,82        | 30 682      | 81,34       |        |

### Résultats par circonscription

#### Première circonscription (La Roche-sur-Yon)
|                | Paul Caillaud sortant réélu | RI (URP)       | 35 436 | 72     |  |  |  |
|                | Jean-François Morineau      | PSU            | 6 003  | 12,2   |  |  |  |
|                | Eugène Auger                | FGDS (SFIO)    | 4 262  | 8,66   |  |  |  |
|                | Auguste Brunet              | PCF            | 3 514  | 7,14   |  |  |  |
|                |                             |                |        |        |  |  |  |
| Inscrits       | Inscrits                    | Inscrits       | 60 023 | 100,00 |  |  |  |
| Abstentions    | Abstentions                 | Abstentions    | 8 836  | 14,72  |  |  |  |
| Votants        | Votants                     | Votants        | 51 187 | 85,28  |  |  |  |
| Blancs et nuls | Blancs et nuls              | Blancs et nuls | 1 972  | 3,85   |  |  |  |
| Exprimés       | Exprimés                    | Exprimés       | 49 215 | 96,15  |  |  |  |

#### Deuxième circonscription (Fontenay-le-Comte)
|                | Marcel Bousseau sortant réélu | UDR (URP)      | 29 734 | 60,72  |  |  |  |
|                | Pierre-Henri Maury            | FGDS (SFIO)    | 12 300 | 25,12  |  |  |  |
|                | Pierre Ruaud                  | PCF            | 4 609  | 9,41   |  |  |  |
|                | Paul Toublanc                 | PSU            | 2 324  | 4,75   |  |  |  |
|                |                               |                |        |        |  |  |  |
| Inscrits       | Inscrits                      | Inscrits       | 61 609 | 100,00 |  |  |  |
| Abstentions    | Abstentions                   | Abstentions    | 11 179 | 18,15  |  |  |  |
| Votants        | Votants                       | Votants        | 50 430 | 81,85  |  |  |  |
| Blancs et nuls | Blancs et nuls                | Blancs et nuls | 1 463  | 2,9    |  |  |  |
| Exprimés       | Exprimés                      | Exprimés       | 48 967 | 97,1   |  |  |  |

#### Troisième circonscription (Les Sables-d'Olonne)
| Candidat       | Candidat                    | Parti          | Premier tour | Premier tour | Second tour | Second tour |  |
| Candidat       | Candidat                    | Parti          | Voix         | %            | Voix        | %           |  |
| -------------- | --------------------------- | -------------- | ------------ | ------------ | ----------- | ----------- |  |
|                | Pierre Mauger sortant réélu | UDR (URP)      | 26 174       | 46,27        | 30 682      | 100,00      |  |
|                | Jean Léveillé               | RI             | 20 702       | 36,6         | Retrait     | Retrait     |  |
|                | Odette Roux                 | PCF            | 4 256        | 7,52         |             |             |  |
|                | Jean Alibert                | FGDS (SFIO)    | 3 858        | 6,82         |             |             |  |
|                | P. Gauthier                 | PSU            | 1 573        | 2,78         |             |             |  |
|                |                             |                |              |              |             |             |  |
| Inscrits       | Inscrits                    | Inscrits       | 70 522       | 100,00       | 70 503      | 100,00      |  |
| Abstentions    | Abstentions                 | Abstentions    | 12 670       | 17,97        | 32 781      | 46,5        |  |
| Votants        | Votants                     | Votants        | 57 852       | 82,03        | 37 722      | 53,5        |  |
| Blancs et nuls | Blancs et nuls              | Blancs et nuls | 1 289        | 2,23         | 7 040       | 18,66       |  |
| Exprimés       | Exprimés                    | Exprimés       | 56 563       | 97,77        | 30 682      | 81,34       |  |

#### Quatrième circonscription (Les Herbiers)
|                | Vincent Ansquer sortant réélu | UDR (URP)      | 46 500 | 86,49  |  |  |  |
|                | Michel Guffroy                | FGDS (CIR)     | 4 811  | 8,95   |  |  |  |
|                | Marcel Guintard               | PCF            | 2 451  | 4,56   |  |  |  |
|                |                               |                |        |        |  |  |  |
| Inscrits       | Inscrits                      | Inscrits       | 63 251 | 100,00 |  |  |  |
| Abstentions    | Abstentions                   | Abstentions    | 7 357  | 11,63  |  |  |  |
| Votants        | Votants                       | Votants        | 55 894 | 88,37  |  |  |  |
| Blancs et nuls | Blancs et nuls                | Blancs et nuls | 2 132  | 3,81   |  |  |  |
| Exprimés       | Exprimés                      | Exprimés       | 53 762 | 96,19  |  |  |  |